# 보통 여자
보통 여자는 1976년 공개된 대한민국의 영화이다.

## 배역
- 김자옥
- 최무룡
- 신영일
- 선우용여
- 사미자
- 이자영
- 김숙경
- 이재호
- 김혜인

## 수상
- 1976년 제15회 대종상
  - 촬영상 - 정광석
- 1976년 제12회 백상예술대상
  - 영화부문 여자최우수연기상 - 김자옥
- 1976년 제22회 아시아영화제
  - 남우주연상 - 최무룡[1]